# Рауль Кордоба (футболіст)
Рауль Кордоба Алькала (ісп. Raúl Córdoba Alcalá, 13 березня 1924, Гвадалахара — 17 травня 2017, Леон) — мексиканський футболіст, що грав на позиції воротаря, зокрема, за клуб «Оро», а також національну збірну Мексики.

## Клубна кар'єра
У футболі дебютував 1947 року виступами за команду «Сан-Себастьян», в якій провів три сезони. 
Згодом з 1950 по 1958 рік грав у складі команд «Атлас» та «Оро».
Завершив професійну ігрову кар'єру 1959 року у клубі «Толука».

## Виступи за збірну
1949 року дебютував в офіційних матчах у складі національної збірної Мексики. Протягом кар'єри у національній команді провів у її формі 5 матчів.
Був присутній в заявці збірної на чемпіонаті світу 1950 року у Бразилії, але на поле не виходив.
Помер 17 травня 2017 року на 94-му році життя.

## Титули і досягнення
- Переможець Чемпіонату НАФК: 1949